# Jacob Johan Tawaststjerna
Jacob Johan Tawaststjerna, född 12 augusti 1781 på Wenäjänsaari, Kuopio socken, död 19 november 1824 i Stockholm, var finländsk-svensk major och målare.
Han var son till löjtnanten Jacob Pontus Tawaststjerna och Helena Elisabeth Argillander och från 1811 gift med Magdalena Christina Caijrænius. Tawaststjerna började sin militära karriär som volontär vid Savolaks infanteriregemente i Finland där han utnämndes till fänrik 1800. Han kom till Sverige 1804 och blev då tillförordnad kompanichef vid krigsakademien på Karlberg. Han blev löjtnant vid fältmätningskåren 1805, kapten 1808 och major vid ingenjörskåren 1814. Han var från 1818 lärare vid artilleriinstitutet på Marieberg. Om hans konstnärliga verksamhet finns få uppgifter bevarade. Han studerade troligen miniatyrmåleri för Erik Vilhelm Le Moine och att han medverkade i Götiska förbundets konstutställning i Stockholm 1818.